# Tragia biflora
Tragia biflora là một loài thực vật có hoa trong họ Đại kích. Loài này được Urb. & Ekman miêu tả khoa học đầu tiên năm 1929.